# Walden, New York
Walden är en ort i Orange County i delstaten New York, USA.